# Alocasia grata
Alocasia grata là một loài thực vật có hoa trong họ Ráy (Araceae). Loài này được Prain ex Engl. & Krause mô tả khoa học đầu tiên năm 1920.